# Акинфієво
Акинфі́єво (рос. Акинфиево) — село у складі Нижньосалдинського міського округу Свердловської області.
Населення — 219 осіб (2010, 292 у 2002).
Національний склад населення станом на 2002 рік: росіяни — 89 %.